# St.-Annen-Kirche (Hamburg-Hammerbrook)
Die evangelisch-lutherische St.-Annen-Kirche befand sich am Norderkai-Ufer zwischen der Hammerbrookstraße und der Norderkaistraße in Hamburg-Hammerbrook.

## Geschichte
Das Bauwerk wurde von 1898 bis 1901 nach Plänen von Fernando Lorenzen im historistischen Stil der norddeutschen Backsteingotik errichtet. Patronin ist die heilige Anna, die Großmutter Jesu Christi.

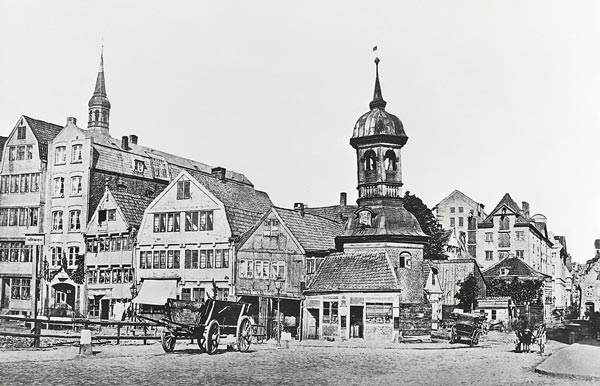
Die Vorgänger-Kapelle im Gebiet der heutigen Speicherstadt. Im Hintergrund der Turm von St. Katharinen.

Der Name nahm Bezug auf die frühere St. Annen-Kapelle im Gebiet der heutigen Speicherstadt (Bei St. Annen), die 1566 als Friedhofskapelle erbaut und 1869 abgerissen wurde. Als auch die umliegende Wohnbebauung ab 1883 dem Bau der Speicherstadt weichen musste, fanden viele der einstigen Bewohner in Hammerbrook Zuflucht. Die daraufhin erfolgte Umgemeindung des vorher zu St. Georg gehörenden Arbeiterviertels nach St. Katharinen im Jahr 1887 führte zu Platzproblemen innerhalb der Gemeinde und machte ein neues Kirchengebäude für den Stadtteil notwendig.
Die Baukosten beliefen sich auf rund 400.000 Mark (kaufkraftbereinigt in heutiger Währung: rund 3,33 Millionen Euro). Die Annenkirche war mit einem Vierungsturm sowie einem 70 Meter hohen neogotischen Turmhelm mit vier kleinen Ecktürmchen ausgestattet. Im 880 Sitzplätze fassenden Innenraum befanden sich ein acht Meter breiter Kronleuchter, Wandmosaiken und ein monumentaler mit Skulpturen versehener Altar. Der Keller der Kirche wurde seinerzeit als Fruchtlagerraum benutzt. Bei den Luftangriffen auf Hamburg wurde die St.-Annen-Kirche Ende Juli 1943 schwer zerstört. In den 1950er Jahren wurde die Ruine abgerissen, während mit dem Wiederaufbau der ebenfalls schwer getroffenen St. Katharinen begonnen wurde.